# Cabella Ligure
Cabella Ligure là một đô thị ở tỉnh Alessandria trong vùng Piedmont của Italia, có vị trí cách khoảng 120 km về phía đông nam của Torino và khoảng 45 km về phía đông nam của Alessandria. Tại thời điểm ngày 31 tháng 12 năm 2004, đô thị này có dân số 603 người và diện tích là 46,8 km².
Đô thị Cabella Ligure có các frazioni (các đơn vị cấp dưới, chủ yếu là các làng) Centrassi, Casella, Pobbio Inf. e Pobbio Sup., Selvagnassi, Teo, Piuzzo, Cornareto, Rosano, Dovanelli, Cremonte, Piancerreto, Serasso, Dova Inferiore, Dova Superiore, Cosola, Capanne di Cosola, và Guazzolo.
Cabella Ligure giáp các đô thị: Albera Ligure, Carrega Ligure, Fabbrica Curone, Mongiardino Ligure, Ottone, Rocchetta Ligure, và Zerba.